# Luisma (planta)
Luisma es un género monotípico de helechos perteneciente a la familia  Polypodiaceae. Su única especie, Luisma bivascularis, es originaria de  Colombia en Risaralda, Municipio de Mistrató, entre los corregimientos de Geguadas y Puerto de Oro, en la selva de pisones, a una altitud de 1550 metros, en una zona de bosque húmedo premontano, o bosque primario.

## Taxonomía
Luisma bivascularis fue descrita por M.T.Murillo & A.R.Sm. y publicado en  Novon 13(3): 313–316, f. 1. 2003.